# Antonio Maria Colini
Antonio Maria Colini (Roma, 12 settembre 1900 – Roma, 27 luglio 1989) è stato un archeologo italiano noto per gli scavi condotti a Roma, prima e dopo la seconda guerra mondiale.

## Biografia
Figlio di Giuseppe Angelo Colini, che era stato direttore del Museo etrusco di Villa Giulia, fece parte del gruppo di studenti diretti da Italo Gismondi e fu allievo di Giulio Quirino Giglioli, archeologo legato al regime mussoliniano.
Dal 1926 al 1965 fu prima ispettore e poi direttore dei servizi archeologici e degli scavi e infine direttore dei musei, gallerie, monumenti e scavi del comune di Roma.
Durante gli sterri legati all'apertura della "via del Mare", negli anni 1936-1937 ebbe la possibilità di esplorare il settore tra la via della Bocca della Verità e la via di Porta Leone, in corrispondenza dell'antico porto fluviale di Roma (portus tiberinus). Nel 1937 riportò qui alla luce i resti dei templi arcaici dell'area di Sant'Omobono.
Nel 1939 lavorò nel cantiere degli scavi del Ludus Magnus, pubblicando i primi risultati. I lavori furono poi interrotti a causa della guerra. Nel 1944 pubblicò una sintesi di più di cinquecento pagine sulla storia e la topografia antica della collina del Celio.
Nel 1960 pubblicò, insieme a Gianfilippo Carettoni, Lucos Cozza e Guglielmo Gatti, l'edizione dei frammenti allora noti della Forma Urbis Severiana.
Dal 1963 fu in servizio come dirigente nei servizi archeologici del comune di Roma (ufficio "Monumenti e scavi" dell'allora Ripartizione X A.B.A. del comune di Roma)  e pubblicò regolarmente le sue ricerche sulla rivista del Bullettino della commissione archeologica comunale di Roma.
Dal 1968 fu socio corrispondente dell'Accademia dei Lincei e dal 1983 ne divenne membro effettivo.

### Vita privata
Era marito di Pia Lombardi, deputata della Democrazia Cristiana al Parlamento.

## Principali pubblicazioni
- Il tempio di Apollo, Governatorato di Roma, Roma 1940.
- Il tempio di Veiove. Aedes Veiovis inter Arcem et Capitolium, Governatorato di Roma, Rom 1943.
- Lo stadio di Domiziano, Governatorato di Roma, Roma 1943.
- (con Guglielmo Gatti, Pietro Romanelli et al.), La Colonna di Marco Aurelio, L’Erma di Bretschneider, Roma 1955.
- (con Gianfilippo Carettoni, Lucos Cozza, Guglielmo Gatti), La pianta marmorea di Roma antica. Forma urbis Romae, Danesi, Roma 1960.
- (con Lucos Cozza), Il Ludus Magnus, Monte dei paschi di Siena, Roma 1962.